# شاه‌سوسمارریختان
شاه‌سوسمارسانان (نام علمی: Archosaurifomes) نام یک کلاد از شاه‌خزنده‌ریختان است.